# Ljudmila Novak
Ljudmila Novak (ur. 1 sierpnia 1959 w Mariborze) – słoweńska polityk i nauczycielka, parlamentarzystka, minister, posłanka do Parlamentu Europejskiego VI i IX kadencji, przewodnicząca Nowej Słowenii (2008–2018).

## Życiorys
Ukończyła studia filologiczne z zakresu języka słoweńskiego i niemieckiego na Uniwersytecie w Mariborze. Od 1982 do 2001 pracowała jako nauczycielka w miejscowościach Murska Sobota, Višnja Gora i Moravče. W 2001 została burmistrzem trzeciej z nich. Rok później weszła w skład władz krajowych partii Nowa Słowenia.
W wyborach europejskich w 2004 uzyskała mandat posłanki do Parlamentu Europejskiego, w którym zasiadała do 2009. Wchodziła w skład grupy chadeckiej oraz Komisji Kultury i Edukacji.
W 2008, po porażce Nowej Słowenii w wyborach krajowych i rezygnacji Andreja Bajuka, została przewodniczącą tego ugrupowania. W 2011 partia powróciła do Zgromadzenia Państwowego, a jego liderka zdobyła jeden z czterech przypadających partii mandatów, który utrzymywała również w wyborach w 2014 i w 2018.
W lutym 2012 została ministrem bez teki odpowiedzialnym za sprawy słoweńskiej diaspory w drugim rządzie Janeza Janšy. Urząd ten sprawowała do marca 2013. W gabinecie tym pełniła również funkcję wicepremiera.
W 2017 z rekomendacji swojej partii kandydowała w wyborach prezydenckich. W pierwszej turze głosowania z 22 października otrzymała ponad 7% głosów, zajmując 4. miejsce wśród 9 kandydatów. W 2018 ustąpiła z funkcji przewodniczącej Nowej Słowenii. W wyborach w 2019 ponownie została wybrana na eurodeputowaną.